# Ciarențavan
Charentsavan (armeană Չարենցավան) este un oraș din Provincia Kotayk, Armenia.